# L'Homme de guerre
Pour plus de détails, voir Fiche technique et Distribution.
L'Homme de guerre (Men of War) est un film américano-espagnol réalisé par Perry Lang, sorti en 1994.

## Synopsis
Nick Gunar (Dolph Lundgren), ancien militaire des Forces Spéciales, accepte de travailler comme mercenaire pour deux industriels désireux de s'approprier les richesses d'une petite île proche de la Thaïlande. Après avoir recruté quelques anciens soldats, il débarque sur l'île où résident des autochtones qui refusent de se soumettre. Nick Gunar va devoir en plus faire face à une bande de mercenaires dirigés par une vieille connaissance, Keefer (Trevor Goddard).

## Fiche technique
- Titre français : L'Homme de guerre
- Titre original : Men Of War
- Réalisation : Perry Lang
- Scénario : John Sayles, Ethan Reiff & Cyrus Voris
- Musique : Gerald Gouriet
- Photographie : Rohn Schmidt
- Montage : Jeffrey Reiner
- Production : Arthur Goldblatt & Andrew Pfeffer
- Société de production et de distribution : MDP Worldwide
- Pays :  États-Unis,  Espagne
- Langue : Anglais
- Format : Couleur - Ultra Stéréo - 35 mm - 2.39:1
- Genre : Action, Guerre
- Durée : 103 min
- Dates de sortie :
  -  France : 12 juillet 1995
  -  États-Unis : 19 décembre 1995 (directement en vidéo)

## Distribution
- Dolph Lundgren (VF: Daniel Beretta) : Nick Gunar
- Charlotte Lewis : Loki
- B. D. Wong (VF: Jean-Philippe Puymartin) : Po
- Trevor Goddard (VF: Thierry Mercier) : Keefer
- Anthony John Denison (VF: Thierry Redler) : Jimmy G.
- Tom Wright (en) (VF: Thierry Desroses) : Jamaal
- Catherine Bell : Grace
- Tim Guinee(VF: Jacques Bouanich) : Ocker
- Don Harvey (VF: Pierre-François Pistorio) : Nolan
- Tom Lister, Jr. (VF: Benoit Allemane) : Blades
- Kevin Tighe : Merrick
- Thomas Gibson (VF: Bruno Dubernat) : Warren
- Perry Lang (VF: Daniel Lafourcade) : Lyle